# Cladonia rei
Cladonia rei är en lavart som beskrevs av Schaer. Cladonia rei ingår i släktet Cladonia och familjen Cladoniaceae.  Arten är reproducerande i Sverige. Inga underarter finns listade i Catalogue of Life.